# 牟保阿琮

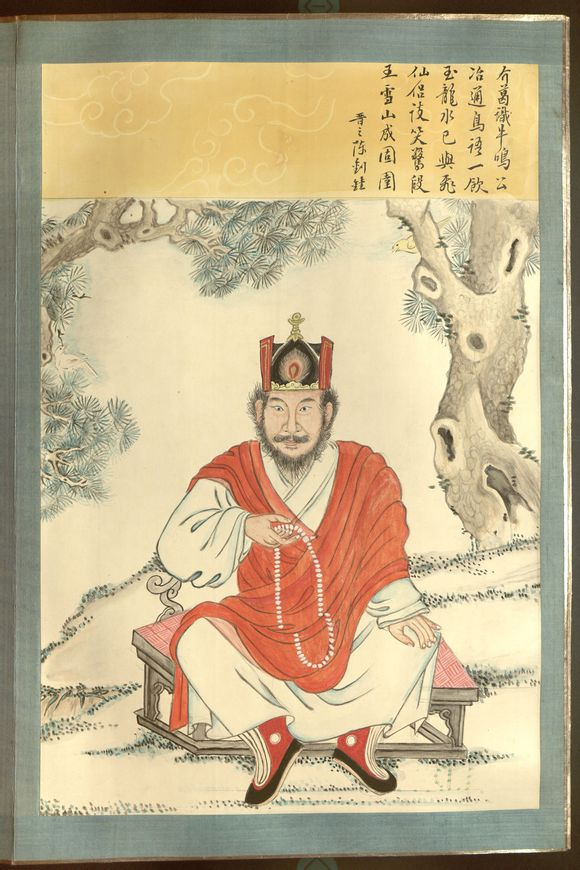
牟保阿琮

牟保阿琮（Mou-pao A-tsung，？—？），摩娑诏君主，约活跃于南宋末年。相传他是纳西族东巴文的发明者。
根据《木氏宦谱》的记载，牟保阿琮是蒙古族人爷爷的儿子。爷爷来到摩娑诏后，受到君主牟乐牟保的器重；因牟乐牟保无子，遂収爷爷的儿子牟保阿琮为养子。牟乐牟保死后，由牟保阿琮嗣位。
相传牟保阿琮在七岁的时候无师自通能够识字。长大以后，又熟知包括吐蕃等周边各部族的语言，熟悉诸子百家之书，因此人们认为他有神通。牟保阿琮参照梵文字母创制了东巴文字。在丽江白沙街西边岩脚村梵字崖上至今仍保存有牟保阿琮所刻的字。明代木氏知府在“番字岩”上题有“千古不磨岩上字”和“扫苔梵墨分明现”之句，清代还记有“墨迹如新”。现已磨灭无存。 
牟保阿琮在位期间，摩娑诏各部之间互相征战，但最后都被牟保阿琮感化，共推其为主。善阐国（昆明）、乌斯藏等地的酋长亦尊其圣人。
相传有一次牟保阿琮在玉龙雪山喝了一盆清水后便通晓鸟兽之语。这件事传到大理国王段祥兴的耳边，段祥兴请牟保阿琮到大理测试后，果然分毫不差，因此受到段祥兴的器重。牟保阿琮向段祥兴准确地预言了十年之后蒙古灭大理的事。回来的途中，牟保阿琮突然丧失了超能力，于是在玉龙雪山中四处寻找那盆能够恢复超能力的清水，但一直无法找到。牟保阿琮十分疲惫，停下来休息，将自己的竹杖插在地上。但他却惊讶地发现竹杖突然长高了十一节，并开始发芽。牟保阿琮便知道自己并没有丧失超能力，而是受到了天谴。几天后，牟保阿琮便逝世了，临终前预言自己将在十一代之后回到人间。
牟保阿琮娶阿室秋为妻，生阿琮阿良。死后，由阿琮阿良嗣位。
牟保阿琮之后的十一代为阿习阿牙（木泰），精通东巴文、汉文经典，是丽江著名土司之一。